# Isaac Nathan
Pour les articles homonymes, voir Nathan.
Isaac Nathan, né en 1790 à Canterbury (Royaume-Uni) et mort le 15 janvier 1864 à Sydney (Australie), est un compositeur, musicologue et journaliste britannique qui termine une carrière mouvementée en devenant le « père de la musique australienne ».

## Biographie

### Premiers succès
Isaac Nathan naît aux alentours de 1791 dans la ville de Canterbury. Il est le fils d'un hazzan (chantre juif) né en Pologne, Menahem Monash "Polack" (le Polonais), et de son épouse anglaise juive, Mary (Lewis) Goldsmid (1779-1842). Isaac est d'abord destiné à suivre la carrière de son père, et fréquente l'école de Solomon Lyon à Cambridge.
Puisqu'il montre de l'intérêt pour la musique, il travaille comme apprenti auprès de l'éditeur de musique londonien, Domenico Corri (en). Corri, qui avait eu Nicola Porpora pour professeur, aurait également donné des cours de chant à Isaac pendant cinq ans. En 1813, Isaac décide de publier des chants de la liturgie juive, et persuade Lord Byron d'écrire les paroles pour les accompagner. Ces poèmes de Byron seront plus tard rassemblés sous le nom de Hebrew Melodies (en). Ces Melodies sont un succès et offrent à Nathan une certaine renommée. Plus tard, Isaac Nathan prétend avoir été nommé professeur de chant de la Princesse Charlotte et bibliothécaire musical du prince régent, le futur George IV. Aucune preuve ne vient étayer ces affirmations, si ce n'est que les Hebrew Melodies sont dédicacées à la Princesse Charlotte par permission royale.

### Déclin
En 1816, Byron quitte l'Angleterre, puis, en 1817, la Princesse Charlotte meurt en couches : ainsi, Isaac Nathan perd ses deux principaux appuis.
Nathan se marie une première fois avec une de ses élèves, puis avec une autre lorsque la première décède prématurément. Son tempérament impétueux peut se vérifier dans une rixe qu'il initie avec un noble irlandais, ainsi que dans un duel dans lequel il s'engage pour défendre l'honneur de Lady Caroline Lamb, qui était la marraine d'un de ses enfants et à qui il écrit un poème d'éloges en hébreu (voir Recollections of Lord Byron).
Il connaît des problèmes financiers, notamment causés par des paris sportifs, qui lui valent probablement de passer quelques mois en prison pour dettes. Il publie des articles sur la boxe et la musique dans la presse populaire. Il écrit aussi des opéras comiques pour des théâtres londoniens, dont quatre sont mis en scène entre 1823 et 1833. Il publie également une Histoire de la musique (1823, dédicacé au roi George IV), qui montre qu'il possédait une grande connaissance de la Bible et des traditions juives.
Isaac Nathan se fait également un nom en tant que professeur de chant. Il a notamment pour élève le poète Robert Browning.

### Période australienne
Aux prises avec des problèmes financiers, il émigre en Australie avec ses enfants en avril 1841. Il y devient une figure de proue de la musique australienne. Il donne des représentations d'œuvres de Mozart ou de Beethoven. Le 3 mai 1847, son opéra Don John of Austria devient le premier opéra à être composé, écrit et joué en Australie. Il est le premier à effectuer des recherches et à retranscrire la musique aborigène.

### Décès
Isaac Nathan meurt renversé par un tram tiré par des chevaux. Il est enterré à Sydney.
Parmi ses descendants, on trouve le chef d'orchestre Charles Mackerras.